# Platycelyphium voense
Platycelyphium voense là một loài thực vật có hoa trong họ Đậu. Loài này được (Engl.) Wild miêu tả khoa học đầu tiên.